# Demografia Croației
Caracteristicile demografice ale populației Croației sunt cunoscute prin recensăminte efectuate în mod normal la intervale de zece ani și analizate de diferite birouri de statistică începând cu anii 1850. Biroul Central de Statistică (croată: Državni zavod za statistiku) a îndeplinit această sarcină din anii 1990. Cel mai recent recensământ din Croația a fost efectuat în aprilie 2011. Populația permanentă a Croației la recensământul din 2011 a fost de 4,29 milioane. Densitatea populației este de 75,8 locuitori/km², iar speranța de viață la naștere pentru ambele sexe este de 78 de ani în 2012. Populația a crescut în mod constant (cu excepția recensămintelor efectuate în urma celor două războaie mondiale), de la 2,1 milioane în 1857 până în 1991, când a atins un maxim de 4,7 milioane. Din 1991, rata mortalității în Croația a depășit continuu rata natalității, rezultând astfel un spor natural negativ. Croația se află în a patra sau a cincea etapă a tranziției demografice. În ceea ce privește structura pe vârste, populația este dominată de segmentul între 15 și 64 de ani. Vârsta medie a populației este de 41,4 ani, iar raportul dintre sexe din totalul populației este de 0,93 bărbați la o femeie.

## Populație

Densitatea populației (2011)

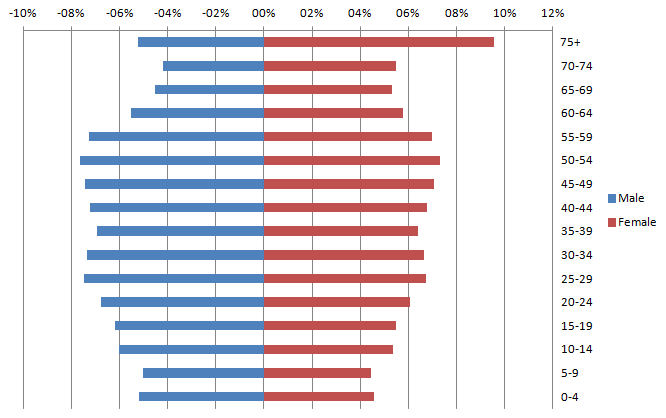
Piramida populației (2009)

Potrivit raportului „Perspectivele populației lumii” publicat de Organizația Națiunilor Unite, populația Croației va scădea la 3,97 milioane în 2030 și 3,55 milioane în 2050, pentru ca la finele secolului al XXI-lea Croația să aibă 2.610.000 de locuitori.
| An | Populație recenzată | Populație permanentă | Rata medie anuală de creștere | Densitatea populației per km² |
| --- | ------------------- | -------------------- | ----------------------------- | ----------------------------- |
| 1857 | 2.181.499           | N/A                  | –                             | 38,6                          |
| 1869 | 2.398.292           | N/A                  | ▲ 0,87%                       | 42,4                          |
| 1880 | 2.506.228           | N/A                  | ▲ 0,37%                       | 44,3                          |
| 1890 | 2.854.558           | N/A                  | ▲ 1,31%                       | 50,5                          |
| 1900 | 3.161.456           | N/A                  | ▲ 1,03%                       | 55,9                          |
| 1910 | 3.460.584           | N/A                  | ▲ 0,91%                       | 61,2                          |
| 1921 | 3.443.375           | N/A                  | ▼ 0,05%                       | 60,9                          |
| 1931 | 3.785.455           | N/A                  | ▲ 0,95%                       | 67                            |
| 1948 | 3.779.958           | N/A                  | ▼ 0,01%                       | 66,9                          |
| 1953 | 3.936.022           | N/A                  | ▲ 0,81%                       | 69,6                          |
| 1961 | 4.159.696           | N/A                  | ▲ 0,69%                       | 73,6                          |
| 1971 | 4.426.221           | N/A                  | ▲ 0,62%                       | 78,3                          |
| 1981 | 4.601.469           | N/A                  | ▲ 0,39%                       | 81,4                          |
| 1991 | 4.784.265           | N/A                  | ▲ 0,39%                       | 84,6                          |
| 2001 | 4.492.049           | 4.437.460            | ▼ 0,63%                       | 79,4                          |
| 2011 | 4.456.096           | 4.290.612            | ▼ 0,08%                       | 75,8                          |
| Sursă: Biroul Central de Statistică Notă: Densitatea populației în 2011 este calculată conform populației permanente. |                     |                      |                               |                               |

## Grupuri etnice
Croația este locuită în majoritate de croați (90,42%), în timp ce grupurile minoritare includ sârbi (4,36%), bosniaci (0,73%), italieni (0,42%), albanezi (0,41%) și alții. Constituția Croației specifică în mod explicit 22 de minorități: albanezi, austrieci, bosniaci, bulgari, cehi, evrei, germani, italieni, macedoneni, maghiari, muntenegreni, polonezi, romi, români, ruși, ruteni, sârbi, slovaci, sloveni, ucraineni și vlahi.
| Grup etnic | recensământ 1948 | recensământ 1948 | recensământ 1953 | recensământ 1953 | recensământ 1961 | recensământ 1961 | recensământ 1971 | recensământ 1971 | recensământ 1981 | recensământ 1981 | recensământ 1991 | recensământ 1991 | recensământ 2001 | recensământ 2001 | recensământ 2011 | recensământ 2011 |
| Grup etnic | Număr            | %                | Număr            | %                | Număr            | %                | Număr            | %                | Număr            | %                | Număr            | %                | Număr            | %                | Număr            | %                |
| --- | ---------------- | ---------------- | ---------------- | ---------------- | ---------------- | ---------------- | ---------------- | ---------------- | ---------------- | ---------------- | ---------------- | ---------------- | ---------------- | ---------------- | ---------------- | ---------------- |
| Croați | 2.975.399        | 79,2             | 3.117.513        | 79,6             | 3.339.841        | 80,3             | 3.513.647        | 79,4             | 3.454.661        | 75,1             | 3.736.356        | 78,1             | 3.977.171        | 89,6             | 3.874.321        | 90,42            |
| Sârbi | 543.795          | 14,5             | 588.411          | 15               | 624.985          | 15               | 626.789          | 14,2             | 531.502          | 11,6             | 581.663          | 12,2             | 201.631          | 4,5              | 186.633          | 4,36             |
| Bosniaci | 1.077            | <0.1             | 16.185           | 0,4              | 3.113            | 0,1              | 18.457           | 0,4              | 23.740           | 0,5              | 43.459           | 0,9              | 20.755           | 0,5              | 31.479           | 0,73             |
| Musulmani | 1.077            | <0.1             | 16.185           | 0,4              | 3.113            | 0,1              | 18.457           | 0,4              | 23.740           | 0,5              | 43.459           | 0,9              | 19.677           | 0,4              | 7.558            | 0,17             |
| Italieni | 76.093           | 2                | 33.316           | 0,9              | 21.103           | 0,5              | 17.433           | 0,4              | 11.661           | 0,3              | 21.303           | 0,4              | 19.636           | 0,4              | 17.807           | 0,42             |
| Albanezi | 635              | <0,1             | 1.001            | <0,1             | 2.126            | 0,1              | 4.175            | 0,1              | 6.006            | 0,1              | 12.032           | 0,3              | 15.082           | 0,3              | 17.513           | 0,41             |
| Romi | 405              | <0,1             | 1.261            | <0,1             | 313              | <0,1             | 1.257            | <0,1             | 3.858            | 0,1              | 6.695            | 0,1              | 9.463            | 0,2              | 16.975           | 0,4              |
| Maghiari | 51.399           | 1,4              | 47.711           | 1,2              | 42.347           | 1                | 35.488           | 0,8              | 25.439           | 0,6              | 22.355           | 0,5              | 16.595           | 0,4              | 14.048           | 0,33             |
| Sloveni | 38.734           | 1                | 43.010           | 1,1              | 39.101           | 0,9              | 32.497           | 0,7              | 25.136           | 0,5              | 22.376           | 0,5              | 13.173           | 0,3              | 10.517           | 0,25             |
| Cehi | 28.991           | 0,8              | 25.954           | 0,7              | 23.391           | 0,6              | 19.001           | 0,4              | 15.061           | 0,3              | 13.086           | 0,3              | 10.510           | 0,2              | 9.641            | 0,22             |
| Muntenegreni | 2.871            | 0,1              | 5.128            | 0,1              | 7.465            | 0,2              | 9.706            | 0,2              | 9.818            | 0,2              | 9.724            | 0,2              | 4.926            | 0,1              | 4.517            | 0,11             |
| Macedoneni | 1.387            | <0.1             | 2.385            | 0,1              | 4.381            | 0,1              | 5.625            | 0,1              | 5.362            | 0,1              | 6.280            | 0,1              | 4.270            | 0,1              | 4.138            | 0,1              |
| Iugoslavi |                  |                  |                  |                  | 15.559           | 0,4              | 84.118           | 1,9              | 379.057          | 8,2              | 106.041          | 2,2              | 176              | <0,1             | 331              | 0,01             |
| Alții/nedeclarați | 36.021           | 1                | 36.942           | 0,9              | 35.971           | 0,9              | 58.028           | 1,3              | 110.168          | 2,4              | 246.354          | 5,1              | 124.3952         | 2,8              | 84.991           | 1,98             |
| Total | 3.756.807        | 3.756.807        | 3.918.817        | 3.918.817        | 4.159.696        | 4.159.696        | 4.426.221        | 4.426.221        | 4.601.469        | 4.601.469        | 4.784.265        | 4.784.265        | 4.437.460        | 4.437.460        | 4.284.889        | 4.284.889        |
| 1 Sursă: Biroul Central de Statistică 2 inclusiv austrieci 247 (0,01%), bulgari 331 (0,01%), evrei 576 (0,01%), germani 2.902 (0,07%), polonezi 567 (0,01%), români 475 (0,01%), ruși 906 (0,02%), ruteni 2.337 (0,05%), slovaci 4.712 (0,11%) turci 300 (0,01%), ucraineni 1.977 (0,04%), vlahi 12 (<0,01%) |                  |                  |                  |                  |                  |                  |                  |                  |                  |                  |                  |                  |                  |                  |                  |                  |

## Religii
| Religia în Croația     | Religia în Croația     | Religia în Croația | Religia în Croația | Religia în Croația |
| ---------------------- | ---------------------- | ------------------ | ------------------ | ------------------ |
| Religie                |                        |                    | Procentaj          |                    |
| Romano-catolicism      | Romano-catolicism      |                    | 86.28%             | 86.28%             |
| Ortodoxism             | Ortodoxism             |                    | 4.44%              | 4.44%              |
| Islamism               | Islamism               |                    | 1.47%              | 1.47%              |
| Protestantism          | Protestantism          |                    | 0.34%              | 0.34%              |
| Ateism sau agnosticism | Ateism sau agnosticism |                    | 4.57%              | 4.57%              |
| Alții sau nespecificat | Alții sau nespecificat |                    | 3.24%              | 3.24%              |

Principalele culte religioase din Croația sunt romano-catolicismul (86,28%), ortodoxismul (4,44%), islamismul (1,47%) și protestantismul (0,34%). În 2005, un sondaj Eurobarometru privind percepția religioasă releva că 67% din populația Croației credea în existența unui Dumnezeu, spre deosebire de cei 7% care au declarat că nu cred în existența vreunui spirit, Dumnezeu sau forțe vitale.
Școlile publice permit predarea religiei, în cooperare cu comunitățile religioase care au încheiat acorduri cu guvernul, dar participarea nu este obligatorie. Cursurile de religie sunt organizate în principal în cadrul școlilor primare și secundare. În 2009, 92% dintre elevii de școală primară și 87% dintre elevii de liceu participau la astfel de cursuri.